# Октябрьский мост (Вологда)
Октя́брьский мост — автомобильно-пешеходный железобетонный мост в городе Вологде через одноимённую реку. Соединяет улицы Чернышевского и Сергея Орлова. Построен в 1928—1931 годах по проекту профессора Г. П. Передерия. Мост состоит из трёх пролётов, средний пролёт — судоходный (арочный).
Начальником строительства был инженер Алексей Гаккель, производителем работ — инженер Б. А. Забродин. Также в строительстве участвовали мастера-камнетёсы С. С. Гусев и его сыновья — В. С. Гусев и Н. С. Гусев. Камень для облицовки моста заготовлялся строителями в Харовском районе Вологодской области. Опалубкой моста для железобетонных работ занималась бригада плотников под руководством мастера А. Забавина.
Для движения транспорта мост был открыт 18 марта 1931 года.